# Katsuhiro Otomo

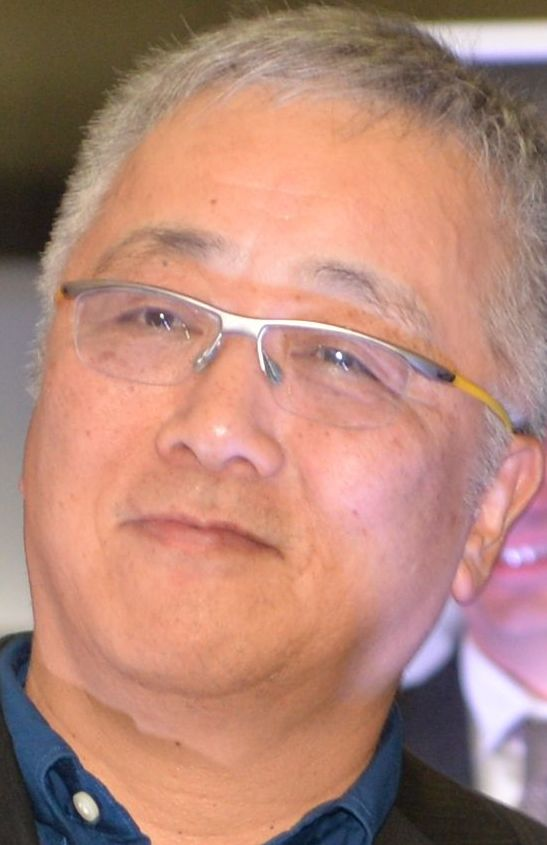
Katsushiro Otomo

Katsuhiro Otomo (jap. 大友 克洋, Ōtomo Katsuhiro; * 14. April 1954 in der Präfektur Miyagi) ist ein japanischer Manga-Zeichner, Drehbuchautor und Regisseur. Sein längstes und bekanntestes Werk Akira war ein Meilenstein für die Verbreitung von japanischen Comics (Manga) und japanischen Zeichentrickfilmen (Anime) in westlichen Ländern.

## Biografie

### Erfolge alsMangaka
Otomo wuchs etwa 400 Kilometer nördlich von Tokio in Hasama (seit 2005 Stadtteil von Tome) in der Präfektur Miyagi auf, einer von Fischerei und Ackerbau geprägten Landschaft. Dort besuchte er die Sanuma-Oberschule, die er 1973 abschloss. Danach widmete er sich dem Zeichnen von Mangas und zog nach Tokyo. Seinen ersten Manga als professioneller Zeichner veröffentlichte er noch 1973 mit der auf einem Werk des französischen Schriftstellers Prosper Mérimée (1803–1870) basierenden, 23-seitigen Kurzgeschichte Jūsei in einer Sonderausgabe des Manga-Magazins Manga Action. Für dieses Magazin, in dem unter anderem auch Kazuo Koikes und Gōseki Kojimas Lone Wolf & Cub erschien, zeichnete er in den folgenden Jahren zahlreiche weitere, ungefähr 20-seitige Comics, die meist der Science Fiction verschrieben waren.
Ein erster Erfolg als Manga-Zeichner gelang ihm mit Das Selbstmordparadies, das von 1980 bis 1981 in vier Kapiteln im Action Deluxe, einem Schwestermagazin des Manga Action, veröffentlicht wurde. Darin geht es um ein kleines Mädchen mit übernatürlichen Kräften, das in eine Wohnhaussiedlung zieht, wo ein alter Mann, ebenfalls mit übernatürlichen Fähigkeiten ausgestattet, verantwortlich für Selbstmorde oder tödliche Unfälle einiger Mieter ist. Der Filmfanatiker Otomo gewann für den Manga, der über 220 Seiten umfasst und sich bereits über 500.000 mal verkaufte, 1983 den Nihon SF Taishō, einen bis dahin nur für Romane verliehenen Preis für herausragende Science-Fiction-Erzählungen. 1984 wurde der Manga mit einer weiteren Auszeichnung für herausragende Science-Fiction-Werke ausgezeichnet, dem Seiun-Preis. Seit Das Selbstmordparadies war Otomo Einfluss für viele junge Manga-Zeichner; so etwa Akimi Yoshida, Jirō Taniguchi und Taiyō Matsumoto.
Animiert durch den großen kommerziellen Erfolg von Das Selbstmordparadies begann Otomo 1982 mit dem Zeichnen von Akira für das Young Magazine, für das zu dieser Zeit unter anderem auch Masamune Shirow an Ghost in the Shell arbeitete. Akira ist in einem Tokio des Jahres 2030 angesiedelt, das 38 Jahre zuvor durch einen dritten Weltkrieg zerstört wurde. Man versucht, das Erwachen von Akira, einem Jungen mit enormen, übernatürlichen Kräften, zu verhindern, da dies die Vernichtung der Erde bedeuten würde. Die Manga-Serie, die sich wie die meisten Comics des Zeichners dem Seinen-Genre zuordnen lässt, erhielt 1984 den Kōdansha-Manga-Preis. Akira endete 1990 nach über 2.000 Seiten und bedeutete für Otomo den endgültigen Durchbruch in Japan. Der Manga wurde in zahlreiche Sprachen übersetzt und in Europa und den USA sehr positiv aufgenommen.

### Aufstieg als Regisseur
1986 wurde der Anime-Film Meikyu Monogatari im japanischen Fernsehen erstausgestrahlt, der aus drei Teilen besteht. Bei einem dieser drei Teile, Kojichu yame meirei, führte Otomo Regie, schrieb das Drehbuch und fungierte außerdem als Charakterdesigner und Animator. Erste Erfahrungen in der Anime-Branche hatte er schon gegen Anfang der 1980er-Jahre gesammelt, als er beispielsweise als Animator und Charakterdesigner beim über zweistündigen Zeichentrickfilm Genma Taisen tätig gewesen war. Es folgten weitere Regiearbeiten, so inszenierte er die Anfangs- und die Schlusssequenz von Robot Carnival, einem Film von neun bekannten japanischen Animatoren über das Zusammenleben von Roboter und Mensch.
Im Juli 1988 kam mit Akira eine Anime-Verfilmung des Mangas in die japanischen Kinos, bei der Otomo selbst Regie führte und das Drehbuch schrieb. Der Film war der bis dahin teuerste japanische Zeichentrickfilm und spielte in Japan mehr als das sechsfache seiner Produktionskosten wieder ein.
Mit der 1991 uraufgeführten Horror-Komödie World Apartment Horror, die auf einer Geschichte von Satoshi Kon basiert, wagte Otomo, der sich zu dieser Zeit endgültig vom Manga-Zeichnen abwandte, den Schritt zum Realfilm, kehrte jedoch wieder zu Zeichentrickfilmen zurück. So war er an zwei von drei Teilen von Memories maßgeblich beteiligt und schrieb das Drehbuch zu Robotic Angel, der Verfilmung von Osamu Tezukas Manga Metropolis. Im Juli 2004 kam Steamboy in die japanischen Kinos. Otomo hatte bereits 1995 mit der Arbeit an dem Film, der mit einem Budget von über 2,4 Milliarden Yen wie auch Akira der bis dahin teuerste Anime-Film war, begonnen.
Erneut versuchte sich Otomo an einem Realfilm, einer Verfilmung von Yuki Urushibaras Manga-Serie Mushishi, in der es um einen weißhaarigen Mann geht, der durch ein altes Japan zieht, um den Menschen bei ihren Problemen mit Mushi zu helfen, weder tierischen noch pflanzlichen Wesen. Der Film mit Joe Odagiri in der Hauptrolle hatte seine Premiere im September 2006 im Wettbewerb der 63. Filmfestspiele von Venedig.

## Auszeichnungen (Auswahl)
Im Jahr 2005 wurde Katsuhiro Otomo der Ordre des Arts et des Lettres auf der Stufe Chevalier und 2014 der Offizier verliehen.
Er wurde 2012 in die Eisner Award Hall of Fame aufgenommen. Sein Manga Akira wurde bereits 2002 mit zwei Eisner Awards ausgezeichnet.
Am 3. November 2013 erhielt er die japanische Ehrenmedaille am Violetten Band.

## Werke (Auswahl)

### Manga
- 1973: Jūsei (銃声)
- 1979: Short Peace (ショート・ピース, Shōto Pīsu)
- 1979: Highway Star (ハイウェイスター, Haiwei Sutā)
- 1979: Der Feuerball (Fireball)
- 1979: Begraben im Sand (Sound of Sand)
- 1980–1981: Das Selbstmordparadies (童夢, Dōmu)
- 1981: Good Weather
- 1981: Sayonara Nippon (さよならにっぽん)
- 1981: Henzeru to gurēteru (ヘンゼルとグレーテル)
- 1982: Kibun wa Mōsensō (気分はもう戦争), geschrieben von Toshihiro Yahagi
- 1982: Boogie Woogie Waltz
- 1982–1990: Akira
- 1990: Kanojo no Omoide… (彼女の想いで…)
- 1990–2004: Sarah (沙流羅), gezeichnet von Takumi Nagayasu
- 1994: Hi no Yōjin (火要鎮)
- 1996: SOS Neo-Tōkyō Exploration Party (SOS大東京探検隊)
- 2001–2002: Hipira-kun (ヒピラくん), gezeichnet von Shinji Kamura

### Filme
- 1983: Genma Taisen (幻魔大戦) (Animation, Charakterdesign)
- 1986: Kōji Chūshi Meirei (工事中止命令) (Regie, Drehbuch, Animation, Charakterdesign)
- 1987: Robot Carnival (ロボット・カーニバル) (Regie)
- 1988: Akira (Regie, Drehbuch)
- 1989: Manie-Manie (迷宮物語) (Regie)
- 1991: World Apartment Horror (ワールド・アパートメント・ホラー) (Regie, Drehbuch)
- 1991: Rōjin Z (老人Z) (Drehbuch)
- 1995: Memories (大砲の街) (Regie, Drehbuch)
- 2001: Robotic Angel (メトロポリス, Metoroporisu) (Drehbuch)
- 2004: Steamboy (スチームボーイ, Suchīmubōi) (Regie, Drehbuch)
- 2006: Mushishi (蟲師) (Regie)
- 2013: Hi no Yōjin (火要鎮), Kurzfilm, Teil von Short Peace (Regie, Drehbuch)